# Leptognathia paramanca
Leptognathia paramanca är en kräftdjursart som beskrevs av Lang 1958. Leptognathia paramanca ingår i släktet Leptognathia och familjen Leptognathiidae. Inga underarter finns listade i Catalogue of Life.